# Para-Etoxianfetamina
para-Etoxianfetamina, também conhecida como 4-Etoxianfetamina (4-ETA), é uma droga psicoativa e composto de pesquisa pertencente às classes químicas dasfeniletilaminas anfetaminas substituídas, e está intimamente relacionada à para-Metoxianfetamina (PMA). A para-Etoxianfetamina demonstrou efeitos similares aos da PMA em estudos com animais, mas seus efeitos estimulantes são ligeiramente mais fracos.
Assim como a PMA, a 4-ETA também apresenta atividade significativa como inibidor da monoamina oxidase (IMAO). Portanto, supõe-se que compartilhe dos mesmos riscos associados ao uso da PMA.